# Ivan Čubretović
Ivan Čubretović (* 27. Oktober 1975 in Split) ist ein ehemaliger kroatischer Fußballspieler.

## Karriere
Čubretović spielte in der Saison 1995/96 für Hajduk Split, wo er aber nur einmal in der 1. HNL zum Einsatz kam. Im Oktober 1996 wechselte der Abwehrspieler zum österreichischen Zweitligisten Schwarz-Weiß Bregenz. Für Bregenz absolvierte er acht Partien in der 2. Division. Nach einer Saison verließ er die Vorarlberger wieder.

## Persönliches
Sein Sohn Marin (* 2004) ist ebenfalls Fußballspieler.